# Cordia longipetiolata
Cordia longipetiolata är en strävbladig växtart som beskrevs av A.M. Warfa. Cordia longipetiolata ingår i släktet Cordia, och familjen strävbladiga växter. Inga underarter finns listade i Catalogue of Life.